# Moritz Hagemann
Moritz Hagemann (født 3. marts 1810 nær ved Rendsborg, Holsten, død 10. eller 19. marts 1884 i Östanå, Skåne) var en dansk godsejer og fabrikant.
Han blev 1830 student i Kiel, hvor han drev rets- og statsvidenskabelige studier ved universitetet, og købte 1838 godset Udmark (Ohrfeld) ved Kappel. Han var 1839-53 distriktsdeputeret for det 1. angelske godsdistrikt og 1840 medlem af den slesvigske stænderforsamling. Under oprøret 1848 viste Hagemann åbent sin troskab mod Danmark, sendte det indkaldte mandskab fra egnen nordpå og bar dansk kokarde. Han blev derfor 1852 landkommissær i Slesvig og fik politiforvaltningen i det nævnte godsdistrikt samt udnævntes til etatsråd. 1859 blev han kongevalgt medlem af Rigsrådet og stemte 1863 for Novemberforfatningen. 1864 blev Hagemann afsat fra sine embeder, men blev boende i Slesvig som dansk undersåt indtil 1869; da solgte han sit gods. Han blev Ridder af Dannebrog.
Han købte 1872 fabrikken Östanå Pappersbruk i Skåne og døde her 19. marts 1884. Han fik opført et mausoleum, hvor følgende indskrift er at læse:
| Citat | Brukspatron Etatsråd Moritz Hagemann Riddar af Dannebrog födt 3 Marts 1810 i Holsten döet på Östanå bruk den 10 Marts 1884 som Slesvigsk Godsegare. 4 Danske Kongers tro undersåte valgte detta sista Hvilested efter Prager freden af 28 August 1866 för att blifva fri Preussisk Regiment." | Citat |
|       | |       |